# 캔터베리 이야기

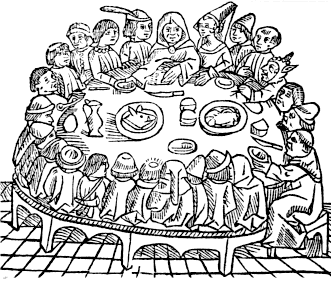
윌리엄 캑스턴이 1483년 출판한 《캔터베리 이야기》의 두 번째 판에 실린 목판화

《캔터베리 이야기》(중세 영어: Tales of Caunterbury)는 영국의 이야기 문학으로, 제프리 초서의 걸작이다. 중세에 한창 성행되었던 설화집으로, 이 같은 종류로는 조반니 보카치오의 《데카메론》이 있다. 1387년에서 1400년 사이에 집필된것으로 알려져있다.

## 내용
총 30명 내외의 사람들이 런던의 어느 여관에 모여, 순교자 토머스 베켓을 모시는 캔터베리의 유명한 사원으로 순례를 떠나게 된다. 그리하여 여관집 주인이 자진하여 안내자가 되어 왕복길을 지루하지 않고 재미있는 순례길이 되기 위해 한 사람이 두 가지씩 이야기를 할 것을 제안한다. 이리하여 순례자들은 각자 자기 나름대로의 재미있는 이야기를 하게 된다.
| 프레그먼트(Fragment) | 그룸(Group) | 이야기(Tales) |
| -------------------- | ----------- | --- |
| Fragment I           | A           | 제너럴 프롤로그(General Prologue) 나이트 이야기(The Knight's Tale) 밀러 이야기(The Miller's Tale) 리브 이야기(The Reeve's Tale) 쿡 이야기(The Cook's Tale)                                                                   |
| Fragment II          | B1          | 변호사 이야기(The Man of Law's Tale) |
| Fragment III         | D           | 바스부인 이야기(The Wife of Bath's Tale) 수도사의 이야기(The Friar's Tale) 소환사의 이야기 (The Summoner's Tale) |
| Fragment IV          | E           | 클러크 이야기(The Clerk's Tale) 상인 이야기(The Merchant's Tale) |
| Fragment V           | F           | 스콰이어 이야기(The Squire's Tale) 프랭클린 이야기(The Franklin's Tale) |
| Fragment VI          | C           | 의사 이야기(The Physician's Tale) 사면자 이야기(The Pardoner's Tale) |
| Fragment VII         | B2          | 뱃사람 이야기(The Shipman's Tale) 여사 제의 이야기 (The Prioress's Tale) 토파스 경 이야기(Sir Thopas' Tale 멜리비 이야기 (The Tale of Melibee) 수도사의 이야기 (The Monk's Tale) 수녀의 사제 이야기(The Nun's Priest's Tale) |
| Fragment VIII        | G           | 둘째 수녀 이야기(The Second Nun's Tale) 캐논 이야기(The Canon's Yeoman's Tale) |
| Fragment IX          | H           | 점원 이야기(The Manciple's Tale) |
| Fragment X           | I           | 목사 이야기(The Parson's Tale) |

## 같이 보기
- 겨울이야기
- 판도스토

## 참고 자료
- 이 문서에는 다음커뮤니케이션(현 카카오)에서 GFDL 또는 CC-SA 라이선스로 배포한 글로벌 세계대백과사전의 내용을 기초로 작성된 글이 포함되어 있습니다.